# Avenida de las Estrellas de Hong Kong

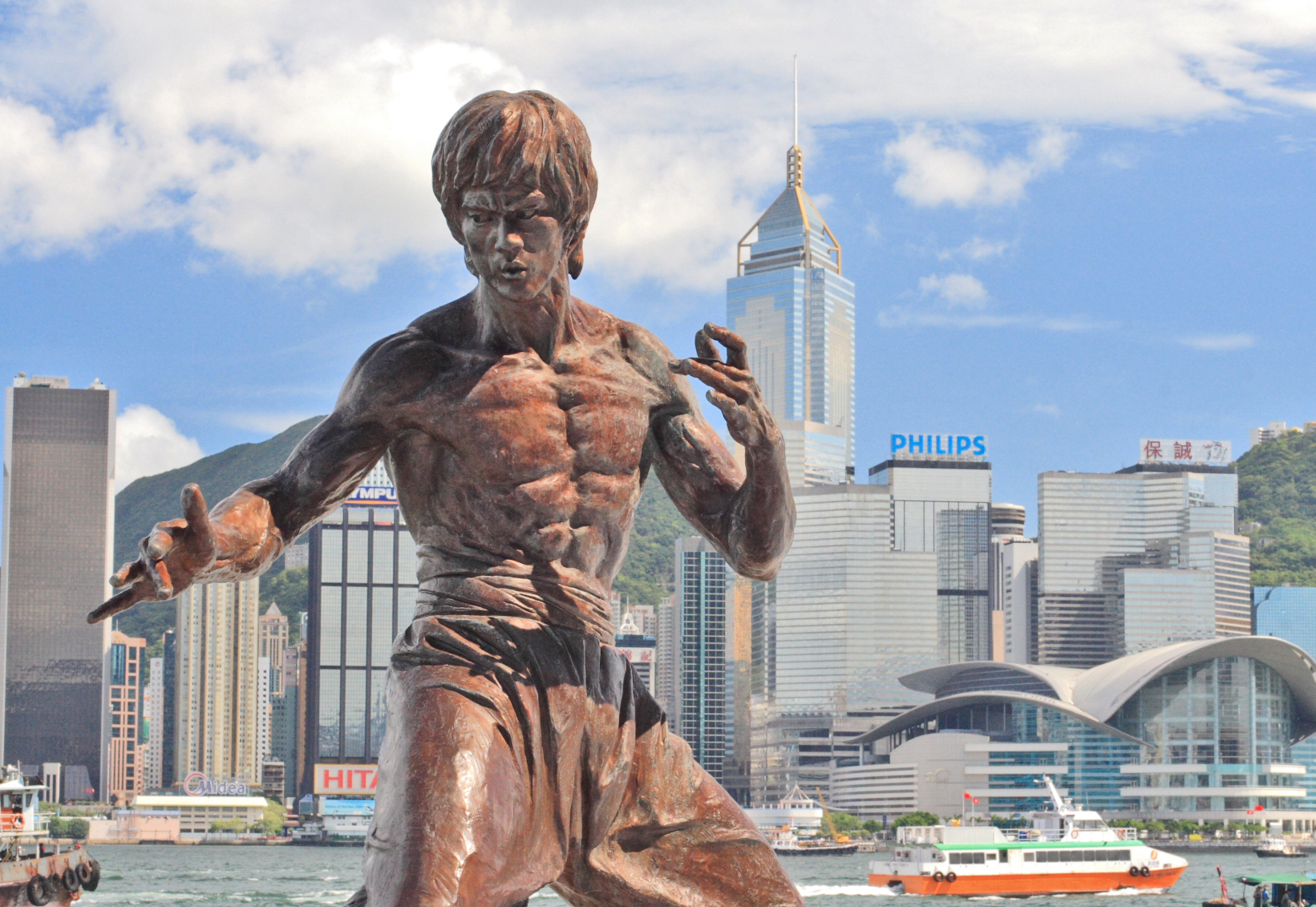
Estatua de Bruce Lee en Hong Kong.

La Avenida de las Estrellas de Hong Kong (星光 大道 en chino) (Hong Kong's Avenue of Stars en inglés), es una colección estrellas incrustadas en el pavimento y monumentos varios en Hong Kong, honra a las celebridades de la industria cinematográfica de Hong Kong. Está ubicada a lo largo del muelle de Victoria Harbour en Tsim Sha Tsui, Hong Kong, China.

## Historia

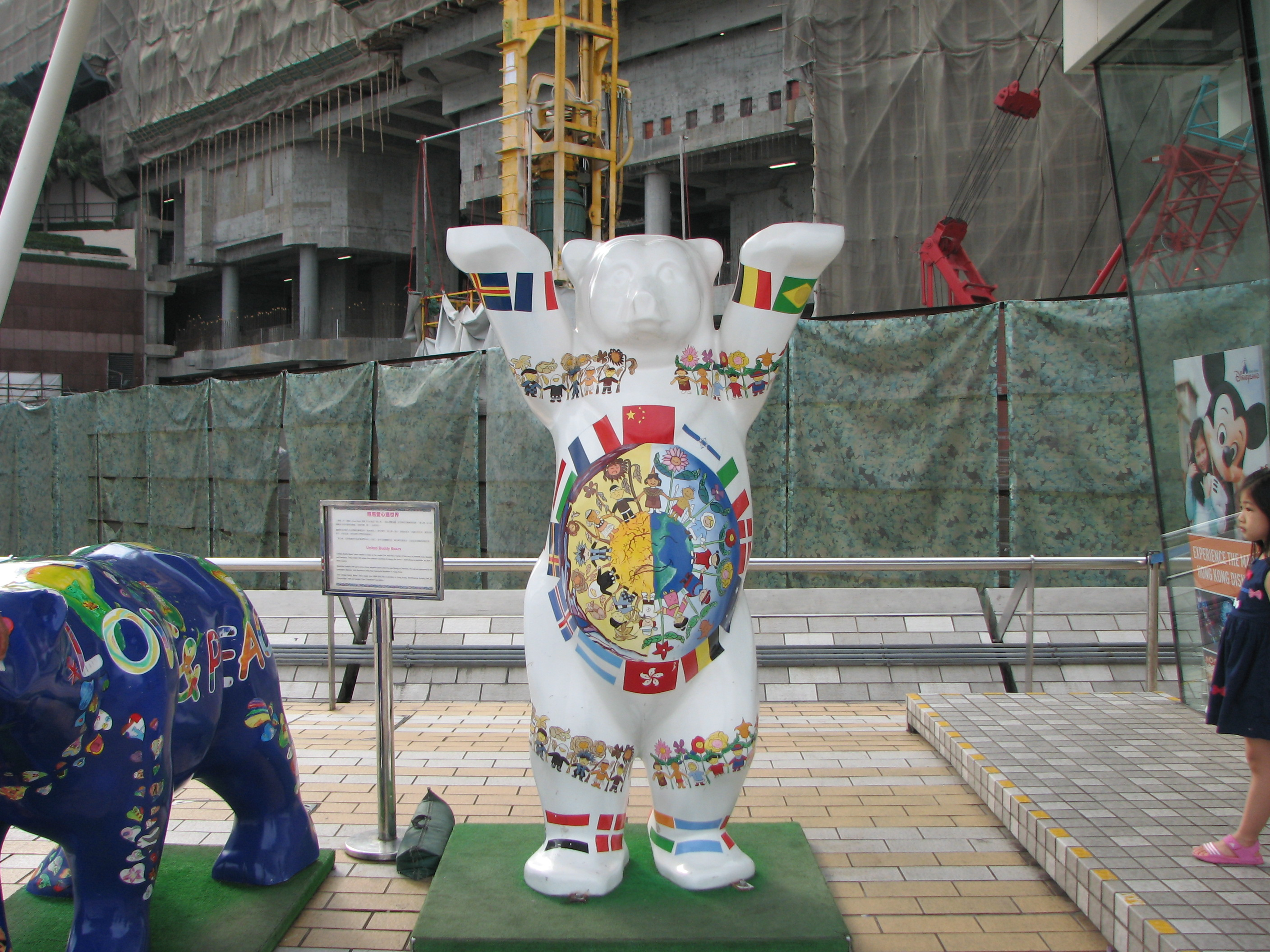
Buddy Bear de Jackie Chan en la Avenida de Estrellas.

En 1982, New World Development construyó un paseo a lo largo de la cosa alrededor del New World Centre en Tsim Sha Tsui East, Kowloon. En 2004, el Grupo anunció que gastaría HK$ 40 millones para construir la Avenida de las estrellas, un proyecto respaldado por la Junta de Turismo de Hong Kong, la Comisión de Turismo, el Departamento de Servicios Culturales y de Ocio del Gobierno de Hong Kong y la Asociación de Premios Cinematográficos de Hong Kong.
La avenida fue abierta al público general el 28 de abril de 2004 con una ceremonia de apertura celebrada el día anterior, 27 de abril de 2004. La ceremonia de apertura estuvo presidida por varias personalidades del gobierno y la industria, incluido Henry Tang (Secretario de Finanzas), Stephen Ip (Secretario de Desarrollo Económico y Trabajo), Patrick Ho (Secretario de Asuntos Internos), Selina Chow (Presidente de la Junta de Turismo de Hong Kong), Manfred Wong (Director / Actor) y Cheng Yu Tung (Presidente del New World Development); en el cual la avenida de financiación privada fue entregada al gobierno de Hong Kong como propiedad pública. En la inauguración, la avenida honra a los primeros 73 candidatos elegidos por la Asociación de Premios Cinematográficos de Hong Kong y los lectores de City Entertainment.

## Controversia sobre la reurbanización

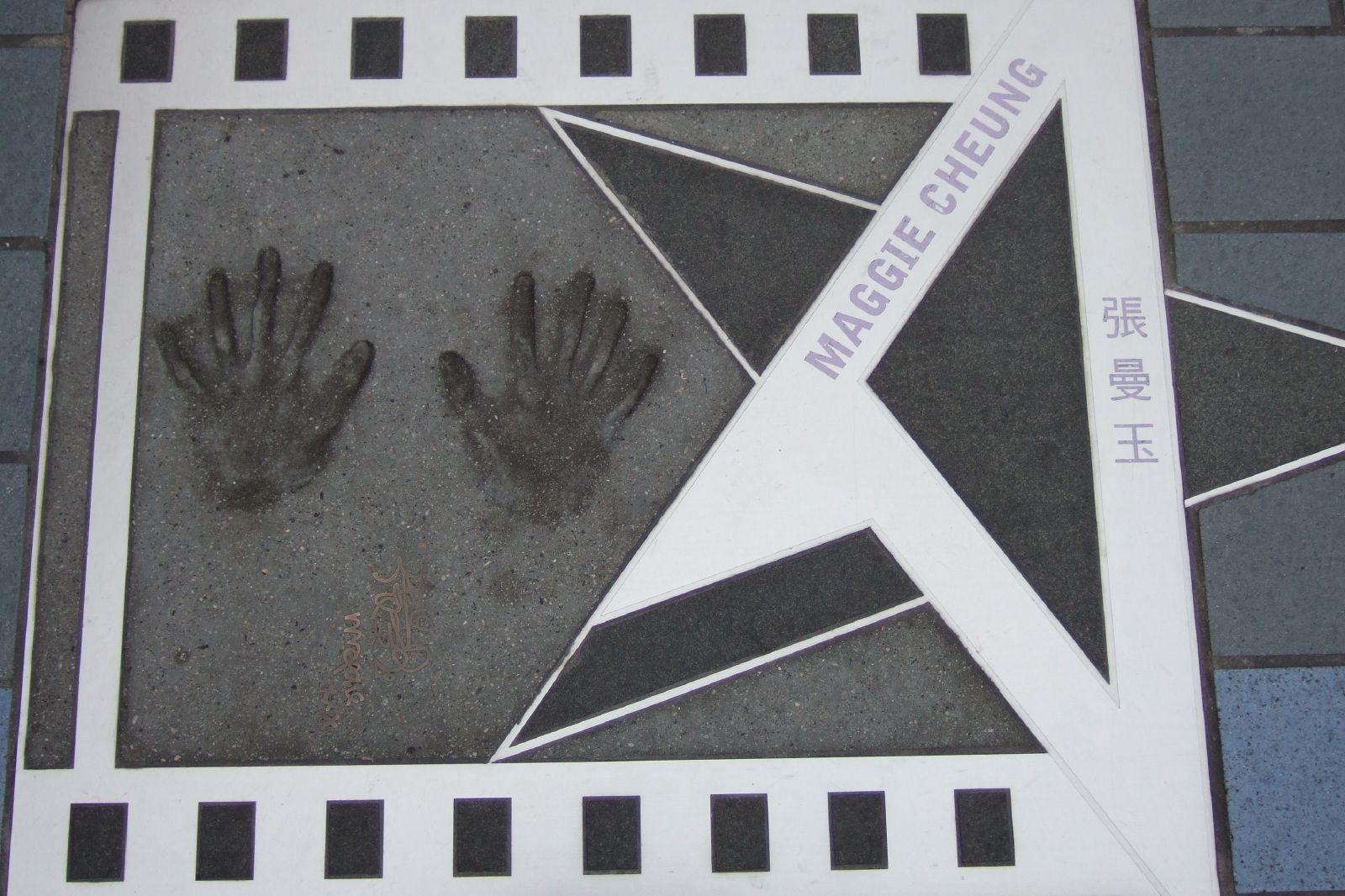
Las impresiones de manos y autógrafo de la actriz Maggie Cheung.

Se anunció en agosto de 2015 que el Departamento de Servicios de Ocio y Cultura del gobierno de Hong Kong redesarrollaría y ampliaría la avenida conjuntamente con New World Development. El gobierno de Hong Kong declaró que el proyecto de mejora contendría un atractivo comercial limitado, y no se agregarían tiendas de lujo o restaurantes de alta gama. La pasarela, muy popular entre los turistas, se cerrará durante tres años mientras se lleva a cabo la expansión.
La decisión de adjudicar el contrato para la reurbanización a la empresa sin licitarla, con la justificación de que el proyecto no tenía fines de lucro, generó controversia a nivel local. Los grupos de residentes y otras empresas de desarrollo que poseen propiedades adyacentes a la caminata expresaron su descontento, mientras que el Leisure and Cultural Services Department afirmó que las consultas con el consejo de distrito local habían sido favorables. En un aparente intento de calmar el furor público ante la aparente colusión entre el gobierno y las grandes empresas, el gobierno prometió una consulta pública.

## Lista de estrellas
Las personas siguientes tienen placas en la avenida de estrellas.

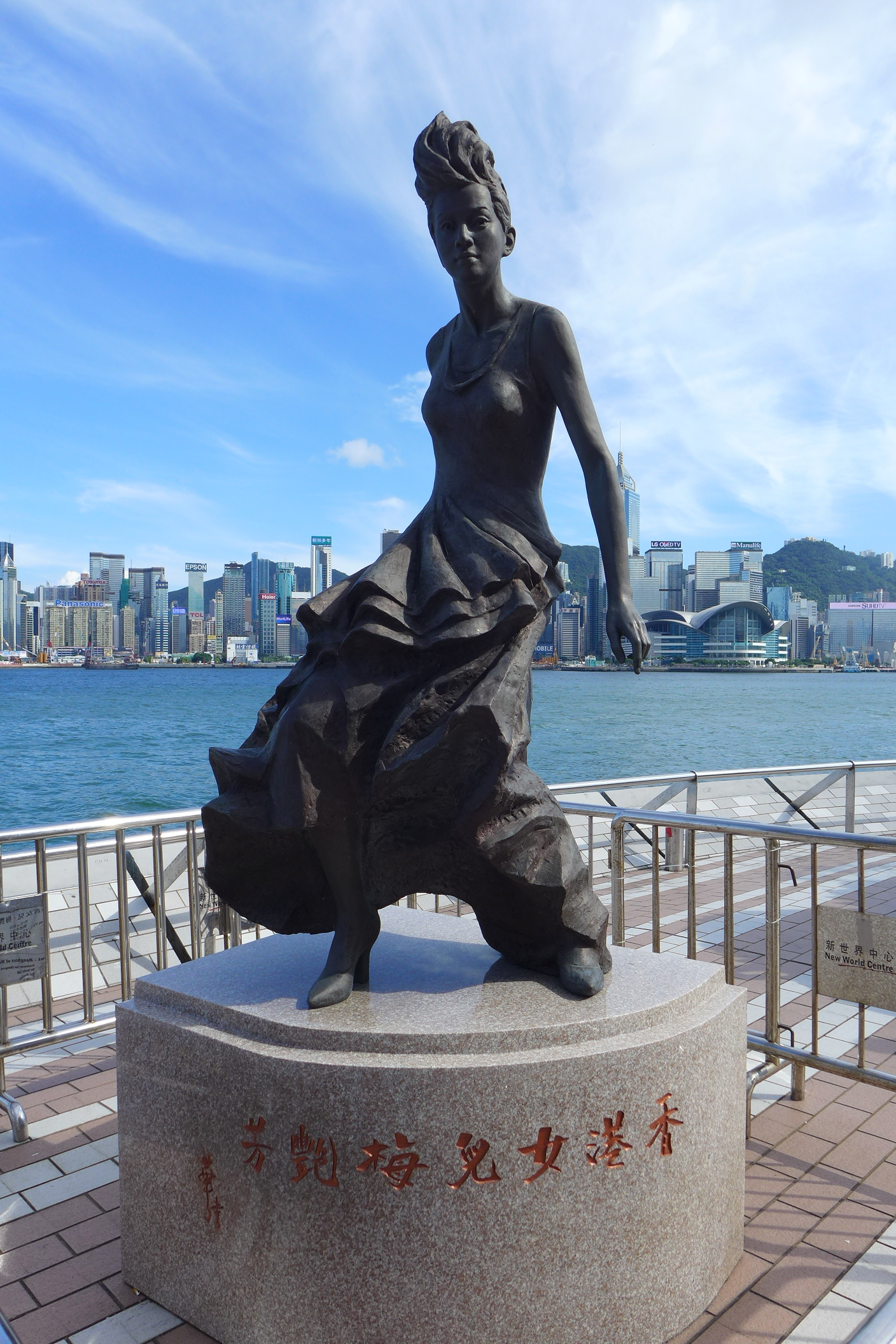
Estatua de Anita Mui en Hong Kong

1. Lai Man-Wai
2. Florence Lim
3. Butterfly Hu
4. Sir Run Run Shaw
5. Wong Man Lei
6. Zhu Shi Lin
7. Tso Tat Wah
8. Lo Duen
9. Griffin Yue Feng
10. Kwan Tak Hing
11. Cheung Wood Yau
12. Ng Cho Fan
13. Tang Wing Cheung
14. Pak Yin
15. Zhou Xuan
16. Cheung Ying
17. Li Tit
18. Wu Pang
19. Yam Kim Fai
20. Shek Kin
21. Li Li Hua
22. Bai Guang
23. Ng Wui
24. Pak Suet Sin
25. Hung Sin Nui
26. Chun Kim
27. Yu So Chow
28. Leung Sing Po
29. Tang Kei Chen
30. Tang Bik Wan
31. Fong Yim Fun
32. Miranda Yang
33. Linda Ching
34. Woo Fung
35. You Min
36. Patrick Tse Yin
37. Li Han-hsiang
38. Loke Wan Tho
39. Roy Chiao
40. Patricia Lam Fung
41. Chang Cheh
42. Chu Yuan
43. King Hu
44. Ivy Ling Po
45. Connie Chan
46. Josephine Siao Fong Fong
47. Fung Bo Bo
48. Jimmy Wang Yu
49. Ti Lung
50. David Chiang
51. Leonard Ho Kwong Cheong
52. Raymond Chow
53. Bruce Lee
54. Ng See-Yuen
55. Michael Hui
56. Sam Hui
57. Brigitte Lin Ching Hsia
58. Sammo Hung Kam Po
59. Jackie Chan
60. John Woo
61. Yuen Woo-ping
62. Ann Hui On Wah
63. Tsui Hark
64. Chow Yun-fat
65. Leslie Cheung
66. Andy Lau
67. Jet Li
68. Maggie Cheung
69. Anita Mui
70. Tony Leung Chiu-wai
71. Michelle Yeoh Choo Kheng
72. Wong Kar-wai
73. Stephen Chow
74. Tsz Law Lin
75. Lam Kar Sing
76. Wong Tin Lam
77. Bow Fong
78. Liu Chia-liang
79. Shek Wai
80. Fu Chi
81. Grace Chang
82. Kar Ling
83. Kwan Shan
84. Lo Wai
85. Tong Kai
86. Nee Kwong
87. James Wong
88. Karl Maka
89. Eric Tsang
90. Chang Suk Ping
91. Tony Leung Ka-fai
92. Anthony Wong Chau-sang
93. Cecilia Cheung
94. Lai Pak Hoi
95. Kenneth Tsang
96. Sylvia Chang
97. Jacky Cheung
98. Lau Ching-wan
99. Aaron Kwok
100. Gong Li
101. Leon Lai